# Gyllene Tider
Gyllene Tider (Ю́ллене Ти́дэ, со швед. — «Золотые времена») — шведская рок-группа, основанная Пером Гессле в 1979 году в Хальмстаде, Халланд, Швеция. Группа известна благодаря своим легко запоминающимся мелодиям и незамысловатым текстам о лете, подростковой любви и жизни в маленьком городе; иногда их называют шведским воплощением торговой марки «Vores Øl». Группу называют «одной из величайших» в истории шведской музыки. Многие песни коллектива в их родной стране считаются лучшими песнями всех времен.

## История группы
В 1977 году Пер Гессле познакомился с Матсом МП Перссоном, членом группы Audiovisuellt Angrepp, тогда же они создали дуэт Grape Rock. Позже Мике Андрессон, Андерс Херрлин и Йоран Фритцон присоединились к группе и образовали квинтет. Тогда же название группы было изменено на Gyllene Tider. Изначально Мике Андерсон играл на бас гитаре, а Андерс Херрлин был ударником. При зажимании струн у Андерссона сильно болели пальцы и он поменялся с Херрлином инструментами, на которых они и играют до сих пор.
Андерс Херрлин познакомился с Пером Гессле через Матса Перссона. Изначально в Gyllene Tider был другой бас-гитарист, которой не сошелся с Гессле характерами, из-за чего последний покинул группу под новый год. После этого, Матс Перссон присоединился к ушедшему Гессле. За ним последовали Мике Андерссон и Андерс Херрлин — так образовался современный состав Gyllene Tider. При этом, технически, единственным «настоящим» участником группы остался безымянный бас-гитарист, так как все остальные музыканты покинули коллектив.
Название группы произошло от Матса Ульссона (швед. Mats Olsson), корреспондента «Expressen», который написал статью «Золотые времена хальмстадского попа» (швед. Gyllene tider för Halmstadpopen), говоря о пятерке молодых музыкантов.
На следующий год после выступления на городском Рождественском фестивале группа стала знаменитой в своем родном городе Хальмстад. Они воспользовались этим фактом и выпустили свой первый виниловый мини-альбом «Billy». Сейчас этот альбом является дорогим раритетом среди поклонников коллектива, так как в 1978 году он был продан тиражом всего 900 копий.
В 1980 году была выпущена пластинка «Gyllene Tider», которая стала очень популярной в Швеции, а первый сингл из альбома «Flickorna på TV2» (Девочки на втором канале) долго держался на вершине шведского чарта синглов.
Второй альбом, выпущенный в 1981 году под названием «Moderna Tider» (Современные Времена) также добился успеха на родине музыкантов. За ним последовал гастрольный тур по стране. В следующем году вышел альбом «Puls» (Пульс), на который вошли одни из самых узнаваемых песен группы «Sommartider» (Летнее время) и «Flickan i en Cole-Porter-sång» (Девочка в песне Кола Потера).
Группа пыталась добиться успеха на американском рынке в 1984 году, выпустив альбома «Heartland» (6-трековая мини-версия альбома «The Heartland Café», выпущенного в Швеции) под именем «Roxette». Но идея провалилась и диск был продан тиражом всего лишь 8000 копий. Название Roxette Пер Гессле использовал чуть позже для названия своего успешного дуэта вместе с Мари Фредрикссон.
В 1985 году группа официально распалась. Но в последующие годы выходили сборники лучших хитов, а также проводились совместные выступления и гастрольные туры. Особенно успешным стал тур 1996 года под названием «Återtåget».
В 2004 году группа отметила 25-летие совместной творческой деятельности первым за предшествовавшие этому событию 20 лет, студийным альбомом и большим летним туром в июле и августе по Швеции. Тур назывался «GT25» и был очень успешен; он оказался самым успешным и посещаемым гастрольным туром в Скандинавии и вторым крупнейшим туром всех времен в Европе.
Когда группа выступала на стадионе Уллеви в Гётеборге 7 августа 2004 года, на стадионе присутствовали 58 977 человек, выступление также транслировалось по TV4 — четвёртому каналу государственного шведского телевидения. Согласно сайту The Daily Roxette, в общей сложности гастроли группы в 2004 году посетили 492 252 человека, что вывело его на второе место по посещаемости среди европейских туров после итальянского рок-исполнителя Vasco Rossi, собравшего в ходе одного летнего тура 973 709 человек.
Записав в 2005 году песню «En sten vid en sjö i en skog» (со швед. — «Камень в лесу у озера»), музыканты стали обладателями шведской премии Грэмми, а сама песня попала на сборник Grammis 2005. Все прибыли от продажи этого диска были позже переданы Красному Кресту, который участвовал в помощи пострадавшим от цунами в Азии в том году.
В 2006 году, спустя 21 год после официального распада, группа продала больше альбомов в Швеции, чем какой-либо другой музыкант.
Gyllene Tider собрались вместе 14 августа 2010 года и выступили в качестве «выступления-сюрприза» во время концерта Roxette в Хальмстаде, который также является родным городом музыкантов GT. Они исполнили три песни, «Juni, Juli, Augusti», «Sommartider», и «När alla vännerna gått hem». Во время исполнения последней песни Мари Фредрикссон и остальные музыканты Roxette присоединились к GT на сцене и исполнили эту песню все вместе. В январе 2013 года группа объявила о выпуске нового альбома «Dags att tänka på refrängen» и одноимённого летнего тура по Швеции. Альбом вышел весной того года, а гастроли из 19 выступлений начались 5 июля 2013 года в Хальмстаде и закончились 10 августа в Эскильстуне. В качестве разогрева выступала известная шведская певица Линнея Хенрикссон. В конце 2013 года вышла книга на шведском языке, биография группы с большим количеством ранее не публиковавшихся фотографий «Alla tiders Gyllene Tider». Авторы книги — Anders Roos и Jan-Owe Wikström.
В январе 2019 года было объявлено о том, что группа отправляется в прощальный тур, приуроченный также к сорокалетию коллектива. Гастроли прошли по городам Швеции и Норвегии. 10 мая состоялся релиз первого сингла «Jag drömde jag mötte Fluortanten» из прощального альбома группы «Samma skrot och korn», который вышел 14 июня. Пятнадцать песен для альбома были записаны в студии «La Fabrique» во французском городе Сен-Реми-де-Прованс. Одна из песен на пластинке — кавер-версия на песню шведского коллектива Sven-Ingvars «Någon att hålla i hand», которую в оригинале исполнил Брэд Ньюмэн в 1965 году.
По окончании тура шведский журналист и писатель Ян-Уве Викстрём совместно с фотографом Андерсом Россом выпустил двойную книгу «Gyllene Tider 2.019 — en sista refräng / Gyllene Tider — genom tiderna» (2019), в которой кратко описывается биография группы, а также представлены многочисленные фотографии с прощального гастрольного тура коллектива.
В октября 2020 года вышла статья в шведской газете «Aftonbladet», в которой Гессле рассказал, что ему жаль ставить крест на группе. В 2019 году Мике «Сюд» Андерссон предложил ему идею выпустить прощальный альбом и отправиться в тур, пока все участники коллектива еще могут это сделать, однако сам фронтмен считает, что группа еще может поработать в будущем.
В интервью газете «Hallandsposten», посвящённом подготовке к серии концертов Per Gessle Unplugged летом 2021 года, Пер Гессле вспоминает, что в 2021 году исполняется 40 лет с момента выхода альбома группы «Moderna Tider». По этому случаю осенью 2021 года будет выпущен бокс-сет с тремя LP пластинками. Гессле также надеется, что группа может выпустить какой-нибудь материал в будущем, но не называет конкретных сроков.

## Состав
Изначально группа состояла из Пера Гессле, Матса Перссона, Мике Андерссона (Micke «Keef» Andersson) и Йанне Карлссона (Janne «Bas» Carlsson) — как указано в заметке в газете «Expressen» от 29 апреля 1978 года.
- Пер Гессле — гитара, вокал, губная гармошка
- Матс Перссон — гитара
- Андерс Херрлин — бас-гитара, бэк-вокал
- Мике «Сюд» Андерссон — ударные, бэк-вокал
- Йоран Фритцон — клавишные

## Дискография
- 1978 «Gyllene Tider EP» (также известен как «Billy» или «жёлтый EP»)
- 1980 «Gyllene Tider»
- 1981 «Moderna Tider»
- 1982 «Puls»
- 1984 «The Heartland Café» (6 песен из этого альбома были выпущены в США в альбоме «Heartland» под именем «Roxette»)
- 1990 «Parkliv» (концерт 1981 года)
- 1997 «Återtåget Live!» (концерт 1996 года)
- 2004 «Finn 5 fel!»
- 2004 «GT25 Live!» (концерт 2004 года) (также на DVD со стадиона Ullevi)
- 2013 «Dags att tänka på refrängen»
- 2019 «Samma skrot och korn»
- 2023 «Hux flux»

### Синглы
Список синглов и дата их выхода приводятся по книге «Att vara Per Gessle».
- «Himmel No. 7» (10 декабря 1980 года)
- «Ska vi älska, så ska vi älska till Buddy Holly» (27 мая 1980 года)
- «När vi två blir en» (29 октября 1980 года)
- «(Kom så ska vi) Leva livet» (29 апреля 1981 года)
- «Beating Heart» («När vi två blir en») (сентябрь 1981) промо-сингл
- «Ljudet av ett annat hjärta» (24 октября 1981 года)
- «Ingenting av vad du behöver» (декабрь 1981 года)
- «För dina bruna ögons skull» (15 февраля 1982 года) официальный фан-клубный сингл
- «Sommartider» (18 июня 1982 года)
- «Sommartider Remix 89» (1989)
- «Flickan i en Cole Porter-sång» (7 декабря 1982 года)
- «Teaser Japanese» (30 ноября 1983 года) под именем «Roxette»
- «Break Another Heart» (апрель 1984 года)
- «Flickorna på TV2» (5 сентября 1989 года)
- «Småstad» (24 ноября 1989) в проекте Per’s Garage
- «Det är över nu» (1995) (8 мая 1995 года) первый CD-макси сингл группы
- «Kung av sand» (1995) (31 июля 1995 года)
- «Juni, juli, augusti» (16 сентября 1996 года)
- «En sten vid en sjö i en skog» (19 мая 2004 года)
- «Solsken» (29 апреля 2004 года)
- «Jag borde förstås vetat bättre» (2 февраля 2005 года)
- «Man blir yr» (2013)
- «Dags att tänka på refrängen»
- «Bäst när det gäller» (2018)
- «Jag drömde jag mötte Fluortanten»
- «Chans»
- «Gyllene tider igen»
- «Dagar att dansa»

### Сборники
- 1989 «Instant Hits» + «Pers Garage»
- 1993 «Samlade Tider»
- 1995 «Halmstads pärlor»
- 1997 «Ljudet av ett annat hjärta/En samling»
- 1997 «Återtåget Live! — Gyllene Tider live!»
- 2000 «Konstpaus» — samtliga inspelningar från 1990-talet och lite till…
- 2004 «GT 25 — Samtliga hits!»
- 2004 «GT25 Live!»

### DVD
- 1997 «Återtåget» (документальный фильм канала TV4, живой концерт и интервью)
- 2004 «Karaoke Hits!»
- 2004 «Parkliv» (концерт и документальный фильм 1981 года, снятый Лассе Хэльстромом, выпущен на DVD в 2004)
- 2004 «GT25 Live!» (концерт на стадионе Ullevi в Гётеборге, 2004 год)

## Музыка в кино
- Песня «Sommartider» прозвучала в британском сериале «Половое воспитание» (2 сезон, 2 эпизод) в исполнении шведского актёра Микаэля Персбрандта[18][19][20].

## Награды и номинации
Награды
- 1997 — Исполнитель года (шведский Grammis)[21]
- 1997 — Песня года: «Gå & fiska!» (шведский Grammis)[21]
- 2004 — Лучший шведский исполнитель (Nordic Music Awards)[22]
- 2005 — Лучшая поп-группа года; Лучший музыкальный DVD года (шведский Grammis)[21]
- 2005 — Лучшая шведская поп-песня всех времен — «Sommartider» (TV-show Folktoppen)[23][неавторитетный источник]
- 2005 — Лучшая группа; Лучший альбом (Rockbjörnen от газеты «Aftonbladet»)[24]

Номинации
- 2005 — Артист года; Песня года («Tuffa tider/En sten vid en sjö i en skog») (шведский Grammis)[25][неавторитетный источник]
- 2005 — Лучшая поп-группа Швеции (Nickelodeon Kids Choice Awards)[26][неавторитетный источник]